# Джамал Мохамед
Джамал Мохамед (англ. Jamal Mohammed, нар. 24 листопада 1984, Найробі) — кенійський футболіст, що грав на позиції півзахисника, зокрема, за клуб «Матаре Юнайтед», а також національну збірну Кенії.

## Клубна кар'єра
У футболі дебютував 2003 року виступами за команду «Матаре Юнайтед», в якій провів три сезони. 
Згодом з 2006 по 2014 рік пограв у складі багатьох іноземних клубів, а саме — ганському «Ліберті Профешнелс», ізраїльському «Хапоелі» (Назарет-Ілліт), шведському «Енчепінгс», кувейтському «Казма», румунському «Тиргу-Муреш», «Матаре Юнайтед», оманських «Ан-Насрі» (Салала) та «Дофарі».
Завершив професійну ігрову кар'єру в Омані у клубі «Ан-Наср» (Салала), у складі якого вже виступав раніше. Прийшов до команди 2014 року, захищав її кольори до припинення виступів на професійному рівні у 2016.
| Дата       | Місто        | Господарі           | Результат   | Гості               | Турнір                                  | Голи | Примітки         |
| ---------- | ------------ | ------------------- | ----------- | ------------------- | --------------------------------------- | ---- | ---------------- |
| 25.03.2007 | Найробі      | Кенія               | 2 – 0       | Есватіні            | Відбір до Кубка африканських націй 2008 | -    | 71'              |
| 27.05.2007 | Найробі      | Кенія               | 0 – 1       | Нігерія             | товариський матч                        | -    |                  |
| 03.06.2007 | Лобамба      | Есватіні            | 0 – 0       | Кенія               | Відбір до Кубка африканських націй 2008 | -    | 69'              |
| 10.06.2007 | Найробі      | Кенія               | 2 – 0       | Руанда              | товариський матч                        | -    |                  |
| 16.06.2007 | Асмера       | Еритрея             | 1 – 0       | Кенія               | Відбір до Кубка африканських націй 2008 | -    |                  |
| 21.11.2007 | Маскат       | Оман                | 2 – 2       | Кенія               | товариський матч                        | -    |                  |
| 08.12.2007 | Дар-ес-Салам | Танзанія            | 2 – 1       | Кенія               | Кубок КЕСАФА                            | -    | Замінений        |
| 12.12.2007 | Дар-ес-Салам | Кенія               | 0 – 1       | Буркіна-Фасо        | Кубок КЕСАФА                            | -    |                  |
| 14.12.2007 | Дар-ес-Салам | Кенія               | 2 – 0       | Сомалі              | Кубок КЕСАФА                            | -    | Вийшов на заміну |
| 18.12.2007 | Дар-ес-Салам | Уганда              | 1(4) – 1(2) | Кенія               | Кубок КЕСАФА                            | -    | Вийшов на заміну |
| 06.09.2008 | Найробі      | Кенія               | 1 – 0       | Намібія             | Відбір до ЧС 2010                       | 1    | 44' 90'          |
| 12.10.2008 | Конакрі      | Гвінея              | 3 – 2       | Кенія               | Відбір до ЧС 2010                       | -    |                  |
| 31.12.2008 | Джинджа      | Судан               | 0 – 0       | Кенія               | Кубок КЕСАФА                            | -    | Вийшов на заміну |
| 02.01.2009 | Джинджа      | Замбія              | 0 – 0       | Кенія               | Кубок КЕСАФА                            | -    | Замінений        |
| 06.01.2009 | Джинджа      | Джибуті             | 1 – 5       | Кенія               | Кубок КЕСАФА                            | -    | Замінений        |
| 08.01.2009 | Кампала      | Буркіна-Фасо        | 0 – 1       | Кенія               | Кубок КЕСАФА                            | -    | Замінений        |
| 11.01.2009 | Кампала      | Кенія               | 2 – 1       | Танзанія            | Кубок КЕСАФА                            | -    | Вийшов на заміну |
| 13.01.2009 | Кампала      | Уганда              | 1 – 0       | Кенія               | Кубок КЕСАФА                            | -    | 66'              |
| 23.01.2009 | Каїр         | Єгипет              | 1 – 0       | Кенія               | товариський матч                        | -    |                  |
| 09.02.2011 | Рустенбург   | ПАР                 | 2 – 0       | Кенія               | товариський матч                        | -    | 68'              |
| 26.03.2011 | Найробі      | Кенія               | 2 – 1       | Ангола              | Відбір до Кубка африканських націй 2012 | 1    | 50' 53'          |
| 29.03.2011 | Габороне     | Нігерія             | 3 – 0       | Кенія               | товариський матч                        | -    | 50'              |
| 05.06.2011 | Луанда       | Ангола              | 1 – 0       | Кенія               | Відбір до Кубка африканських націй 2012 | -    | 64'              |
| 10.08.2011 | Габороне     | Ботсвана            | 1 – 0       | Кенія               | товариський матч                        | -    |                  |
| 03.09.2011 | Найробі      | Кенія               | 2 – 1       | Гвінея-Бісау        | Відбір до Кубка африканських націй 2012 | -    |                  |
| 11.11.2011 | Вікторія     | Сейшельські Острови | 0 – 3       | Кенія               | Відбір до ЧС 2014                       | -    |                  |
| 15.11.2011 | Найробі      | Кенія               | 4 – 0       | Сейшельські Острови | Відбір до ЧС 2014                       | -    | 60'              |
| 28.11.2011 | Дар-ес-Салам | Кенія               | 0 – 2       | Малаві              | Кубок КЕСАФА                            | -    |                  |
| 30.11.2011 | Дар-ес-Салам | Ефіопія             | 0 – 2       | Кенія               | Кубок КЕСАФА                            | -    | Замінений        |
| 29.02.2012 | Найробі      | Кенія               | 2 – 1       | Того                | Відбір до Кубка африканських націй 2013 | -    | 80'              |
| 02.06.2012 | Найробі      | Кенія               | 0 – 0       | Малаві              | Відбір до ЧС 2014                       | -    | 53'              |
| 09.06.2012 | Віндгук      | Намібія             | 1 – 0       | Кенія               | Відбір до ЧС 2014                       | -    | 82'              |
| 17.06.2012 | Ломе         | Того                | 1 – 0       | Кенія               | Відбір до Кубка африканських націй 2013 | -    | 79'              |
| 23.03.2013 | Калабар      | Нігерія             | 1 – 1       | Кенія               | Відбір до ЧС 2014                       | -    | 51'              |
| 05.06.2013 | Найробі      | Кенія               | 0 – 1       | Нігерія             | Відбір до ЧС 2014                       | -    | 51'              |
| 12.06.2013 | Блантайр     | Малаві              | 2 – 2       | Кенія               | Відбір до ЧС 2014                       | -    |                  |
| 08.09.2013 | Найробі      | Кенія               | 1 – 0       | Намібія             | Відбір до ЧС 2014                       | -    |                  |
| 18.05.2014 | Найробі      | Кенія               | 1 – 0       | Коморські Острови   | Відбір до Кубка африканських націй 2013 | -    | 76'              |
| 20.07.2014 | Масеру       | Лесото              | 1 – 0       | Кенія               | Відбір до Кубка африканських націй 2013 | -    | 77'              |
| 03.08.2014 | Найробі      | Кенія               | 0 – 0       | Лесото              | Відбір до Кубка африканських націй 2013 | -    | 75'              |
| Усього     |              | Матчів              | 40          |                     | Голів                                   | 2    |                  |

## Титули і досягнення
- Володар кубка Еміра Кувейту (1):

«Казма»: 2011
- Володар кубка оманської ліги (1):

«Ан-Наср» (Салала): 2015–2016